# Усовка (Омська область)
Усовка (рос. Усовка) — присілок у Мар'яновському районі Омської області Російської Федерації.
Орган місцевого самоврядування — Грибановське сільське поселення. Населення становить 827 осіб.

## Історія
Згідно із законом від 30 липня 2004 року органом місцевого самоврядування є Грибановське сільське поселення.

## Населення
| 2010 |
| ---- |
| 827  |